# Connee Boswell

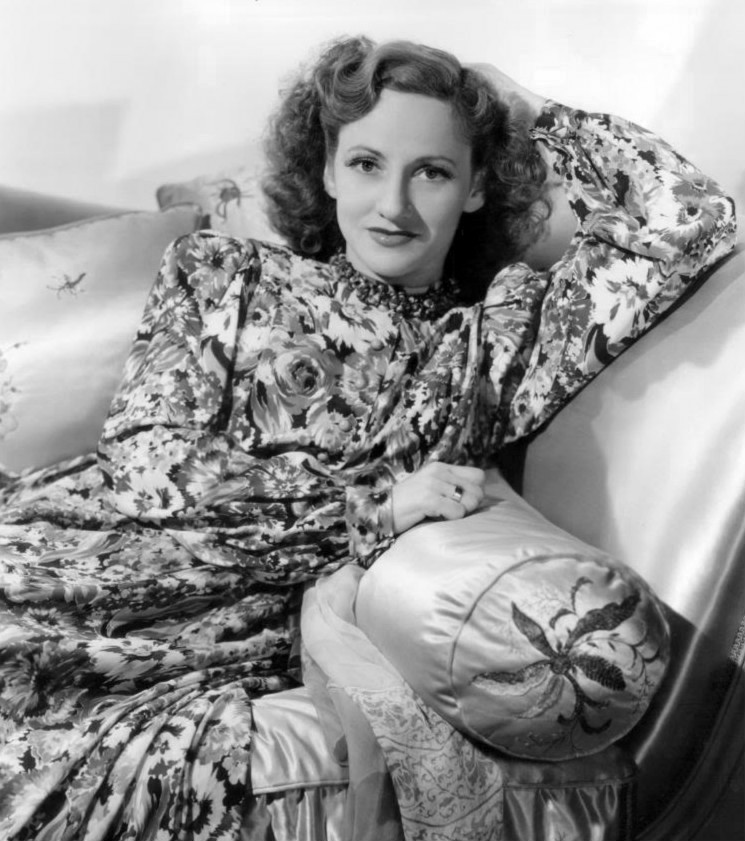
Connee Boswell (1941)

Constance „Connee“ Boswell (* 3. Dezember 1907 in Kansas City, Missouri; † 11. Oktober 1976 in New York City) war eine US-amerikanische Blues- und Jazz-Sängerin und Schauspielerin.

## Leben

### Frühe Jahre
Connee Boswell wurde als Tochter des Managers und ehemaligen Zirkusartisten Alfred Clyde Boswell (1877–1944) und seiner Frau Meldania George, geborene Foore (1871–1947) in Kansas City geboren und wuchs in New Orleans auf. Connee war seit ihrem vierten Lebensjahr auf einen Rollstuhl angewiesen. Angeblich erkrankte sie mit drei Jahren an Kinderlähmung. Zusätzlich wurden ihr Rücken und ihre Beine bei einem Sturz aus einem Hotelfenster verletzt. In der Familie bestand zudem die Geschichte, dass sie sich als Kind bei einem Unfall mit einem Handwagen verletzte. Als Therapiemaßnahme sollte Boswell auf Wunsch ihrer Mutter Cello lernen; hinzu kamen Klavier, Posaune, Gitarre und Altsaxophon.

### The Boswell Sisters
Mit ihren Schwestern Martha and Helvetia (Vet), die ebenfalls sehr musikalisch waren, gründete sie das Jazz-Ensemble The Boswell Sisters. Zuerst nur instrumental musizierend waren sie ab 1925 auf dem lokalen Radiosender zu hören. Auch traten sie in Vaudeville-Theatern in New Orleans und Umgebung auf. Die Geschwister wurden klassisch durch den Cellisten Otto Finck ausgebildet, wendeten sich jedoch bald dem Jazz und dem Gesang zu. Von 1930 bis 1936 hatten die Geschwister ihre erfolgreichste Zeit mit Aufnahmen für Victor und Brunswick. Gefördert wurden sie durch Harry Henry Leedy, der sie in den späten 1920er Jahren entdeckte. Er heiratete Connee später und unterstützte sie auch nach der Auflösung der Gruppe.

### Solo-Karriere
Connee Boswell nahm bereits 1925 mit Cryin’ Blues ihre erste Solo-Schallplatte auf, die im Süden der USA ein Hit wurde. Auch nach der Auflösung der Boswell Sisters 1936 setzte Connee ihre Karriere fort; mindestens seit 1932 entstanden Soloaufnahmen für Brunswick Records. Sie trat häufig in den Radioshows Bing Crosbys auf, mit dem sie auch Aufnahmen machte. Ein Hit Boswells und Crosbys wurde unter anderem Alexander’s Ragtime Band. Boswell traf Crosby das erste Mal, als er noch Mitglied der Gruppe The Rhythm Boys von Paul Whiteman und seinem Orchester war. In den 1930er und 1940er Jahren zählte Boswell zu den populärsten Sängerinnen im Radio. Sie hatte auch ihr eigenes Programm und war bei Sendungen des CNN und NBC zu hören. Bei ihren Auftritten nutzte sie stets einen mit einem Hebemechanismus ausgestatteten Rollstuhl, der den Eindruck vermittelte, sie würde stehen. Auch in Filmen trat sie auf, u. a. 1937 in dem Paramount-Film Artists and Models, in dem sie den Song Whispers in the dark sang. Connee Boswell trat auch in den Broadway-Shows Star Time, Curtain Time und Show Time auf.
Sie arbeitete bis in die 1960er Jahre überwiegend für das Fernsehen. Ihren letzten Gesangsauftritt hatte sie 1975 in der Carnegie Hall gemeinsam mit dem Benny Goodman Orchestra.

### Soziales Engagement
Selbst seit ihrem vierten Lebensjahr gehbehindert, setzte sich Boswell auch für Menschen mit Behinderung ein. Sie befand sich mit Eddie Cantor unter den Gründern der Organisation March of Dimes und trat ab 1960 vermehrt in Krankenhäusern und auf Benefizveranstaltungen auf. Schon während des Zweiten Weltkriegs gab sie Auftritte zur Truppenunterhaltung der Armee und der Marine. Wegen ihrer Gehbehinderung konnte sie jedoch nicht im Ausland auftreten.

## Privatleben und Tod
Connee Boswell heiratete am 14. Dezember 1935 in Peekskill Harry Henry Leedy, der der Manager der Boswell Sisters war. Die Ehe blieb kinderlos. Sie waren bis zu seinem Tod 1975 verheiratet.
In ihrer Freizeit trainierte sie Hunde, die sie auch zu Auftritten in Krankenhäusern zur Unterhaltung von Kindern mit Behinderung mitbrachte.
Im Februar 1976 musste sie sich einer Krebsoperation unterziehen, ab Mai 1976 folgte eine Chemotherapie. Am 11. Oktober 1976 starb sie im Alter von 68 Jahren im Mount Sinai Hospital an Magenkrebs, ihre Schwester Vet war an ihrer Seite. Die Trauerzeremonie fand in der Blessed Sacrament Roman Catholic Church in New York statt. Sie wurde bei ihrem Mann auf dem Ferncliff Cemetery in Harksdale beigesetzt.

## Rezeption
Der Gesang von Connee Boswell hatte große Bedeutung für die Musik und deren Entwicklung ihrer Zeit. Ihr Gesang wurde nach eigener Aussage durch die Bluessängerin Mamie Smith und den Opernsänger Enrico Caruso beeinflusst. Die Jazz-Sängerin Ella Fitzgerald wiederum bezeichnete Boswell oft als ihre einzige Inspirationsquelle. In ihren frühen Aufnahmen mit dem Orchester von Chick Webb klang Fitzgerald der Stimme Boswells sehr ähnlich.

## Diskografie
- The Star Maker (1951)
- Connee Boswell (1951)
- Singing the Blues (1951)
- Connee (1956)
- Connee Boswell & the Original Memphis 5 (1956)
- Connee Boswell Sings Irving Berlin (1958)

## Filmografie (Auswahl)
- 1937: It’s All Yours
- 1937: Artists and Models
- 1941: Kiss the Boys Goodbye
- 1942: Syncopation
- 1946: Swing Parade of 1946
- 1958: Senior Prom